# Uroplectes flavoviridis
Uroplectes flavoviridis es una especie de escorpión del género Uroplectes, familia Buthidae. Fue descrita científicamente por Peters en 1861.
Habita en Zimbabue, Malaui, Sudáfrica, Mozambique y Zambia. El holotipo masculino mide 38,5 mm.